# Вайлер (Австрія)
Вайлер (нім. Weiler) —  містечко та громада округу Фельдкірх в землі Форарльберг, Австрія. Вайлер лежить на висоті 486 м над рівнем моря і займає площу 3,09 км². Громада налічує 2022 мешканців. Густота населення 654/км².  
Округ Фельдкірх лежить на самому заході Австрії, на кордонах із Швейцарією та Ліхтенштейном. Це високорірний альпійський регіон. Населення округу, як і всього Форальбергу, розмовляє алеманським діалектом німецької мови, а тому ближче до швейцарців, ніж до населення більшої частини Австрії, яке розмовляє баварсько-австрійським діалектом. Округ, основною індустрією якого є туризм, має розвинуту мережу сполучення, численні гірськолижні траси й спортивні курорти з готелями та іншою інфраструктурою. 
|                                 |
| Вайлер на мапі округу та землі. |

Адреса управління громади: Walgaustraße 1, 6833 Weiler (Vorarlberg). 

## Демографія
Історична динаміка населення міста за даними сайту Statistik Austria